# Saint-Rémy-sur-Durolle
Saint-Rémy-sur-Durolle is een gemeente in het Franse departement Puy-de-Dôme (regio Auvergne-Rhône-Alpes). De plaats maakt deel uit van het arrondissement Thiers. Saint-Rémy-sur-Durolle telde op 1 januari 2022 1.760 inwoners.

## Geografie
De oppervlakte van Saint-Rémy-sur-Durolle bedroeg op 1 januari 2022 18,17 vierkante kilometer; de bevolkingsdichtheid was toen 96,9 inwoners per km².

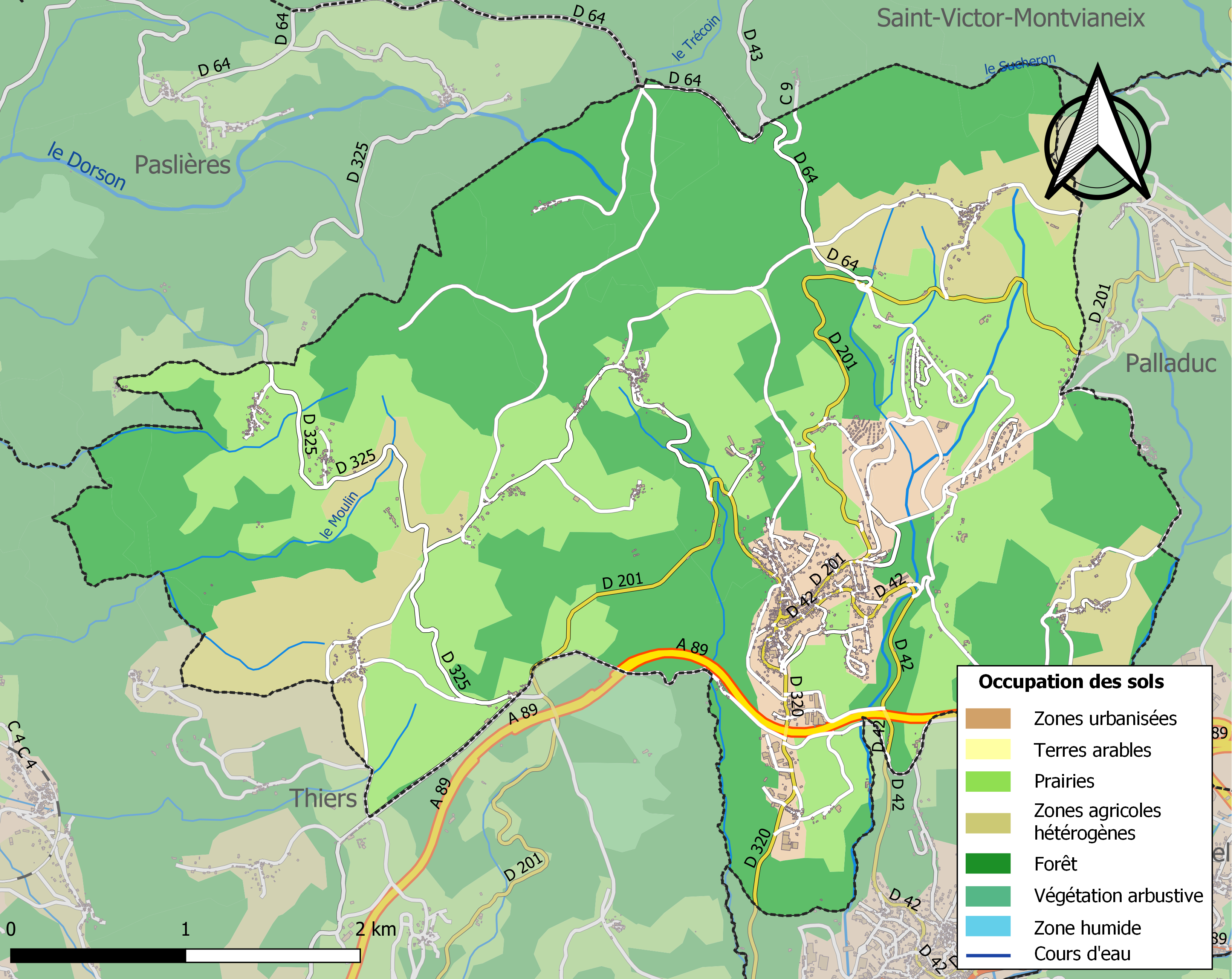
Kaart van de gemeente met belangrijkste infrastructuur, bodemgebruik en omliggende gemeenten

## Demografie
Onderstaande figuur toont het verloop van het inwonertal (bron: INSEE-tellingen).